# Протистояння православних з уніатами у Києві

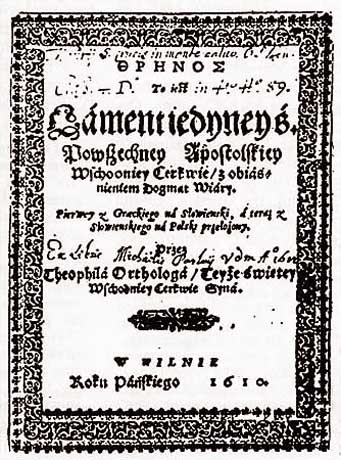
Обкладинка «Треноса» — полемічного твору Мелетія Смотрицького

Боротьба́ правосла́вних з уніа́тами у Києві 1596–1637 років — міжконфесійна війна між православними міщанами, козаками та духовенством з одного боку та уніатами та польською владою з іншого, що розгорнулася на території Києва внаслідок Берестейської унії 1596 року та, із змінним успіхом кожної із сторін, тривала 41 рік — до остаточної перемоги православної громади у 1637 році. Причиною війни було бажання польської адміністрації та уніатського духовенства насадити у Києві Унію та заволодіти київськими храмами та монастирями. Внаслідок війни була оновлена українська православна церква та її православна ієрархія, українське козацтво перетворилося на впливову прогресивну частину суспільства, а Києву було повернуто статус провідного українського міста — культурного, наукового та духовного центру українства. Боротьба з Унією у Києві мобілізувала українське населення у боротьбі за власні національні та соціальні права та значною мірою наблизила початок Визвольної війни українського народу.

## Передумови

### Занепад українського православ'я
Після приєднання українських земель до Великого князівства Литовського і аж до XV століття православна церква відігравала у державі велику політичну роль. Її віросповідання прийняла литовська знать. Усе змінилося у XV столітті, коли українське православ'я через зовнішні чинники, входить у період тривалої кризи. Під впливом Польщі великий князь Литовський, а з ним і його оточення перейшли до католицизму, а православні втратили право обіймати державні посади. Люблінська унія, у свою чергу, посилила процес окатоличення та ополячення української еліти. І хоча мотиви тих, хто переходив у католицьку віру, були різними (для одних це був шлях до привілеїв і посад, для других — урівняння в правах з поляками, для третіх — прилучення, як вони вважали, до більш розвинутої культури), наслідок для православ'я був один — різке звуження каналів матеріальної підтримки. Адже саме князі та багаті роди свого часу будували храми, відкривали школи при церквах. Особливістю цього періоду було те, що патронат-опіка, своєрідне середньовічне спонсорство церкви, поступово деформуючись, перетворюється на звичайне володіння церквою чи монастирем. Правителі грубо втручалися у церковні справи, свавільно призначаючи митрополита, єпископів, інших церковних ієрархів. Світська влада почала повністю конролювати духовенство. Така практика призвела до того, що православними владиками ставали аморальні, злочинні, розпусні особи.
У низах діялося іще гірше. Місцева шляхта поводилась із священиками, як із особистою власністю. Шляхтичі призначали парохів на свій розсуд, не питаючи дозволу митрополита чи єпископа. Панство присвоювало маєтки, власність монастирів чи окремих священнослужителів. Православні монастирі та церкви заставляли, давали у посаг, у спадщину, здавали в оренду, обмінювали та продавали. Порядні духівники втікали із своїх парафій, натомість туди направляли темних, часто неписьменних пройдисвітів. Такі обставини спричинили моральну деградацію православної ієрархії, загальну дезорганізацію та занепад української православної церкви.

### Виникнення ідеї унії
У Польщі, навпаки, у XV–XVII ст. відчувалося культурне піднесення. Коли польські римо-католики підготували добре вишколених, високоосвічених богословів, українське православ'я ледве існувало. У полеміці, як правило, перемагали римо-католики. Опираючись на королівську владу, єзуїтські ідеологи вирушили на Схід, до України й Білорусі, де їх наступ з величезними зусиллями стримували найкращі православні полемісти та поодинокі непокатоличені українські магнати (князь Костянтин Острозький). Лише українське міщанство, вірне православ'ю, дало єзуїтам належну відсіч.
За цих умов, поступово, у частини вищої церковної ієрархії православної церкви визріває думка про доцільність унії з католицькою церквою. В основі таких настроїв були егоїстичні інтереси духовенства, реальні потреби церкви та бажання владик не тільки зберегти власні земельні володіння, а й зрівнятися у політичних правах з католицьким духовенством. Відтак, розпочалася робота над організацією та скликанням Берестейського собору.
Та коли про ці процеси довідалася православна громадськість, у тогочасному українському суспільстві виникла надзвичайно напружена ситуація. Крім князя Острозького, проти унії виступили дрібна українська шляхта, велика кількість середньої ланки православного кліру, міщанство, а також новонароджений стан — козацтво.

## Причини
Берестейську унію 1596 року визнала більшість українських ієрархів, але прості священики та миряни не підтримали ідею об'єднання з католиками. Зрештою, їхньої думки ніхто і не питав, оскільки польська влада вважала, що варто, наприклад, якомусь пастирю визнати унію, як його паства автоматично стане уніатською. Одночасно у власність уніатів переходили б і земельні володіння відповідного храму або монастиря. Таким чином, боротьба, що розгорнулася між православними і уніатами наприкінці XVI — на початку XVII ст. у Києві, мала не тільки ідеологічне, а й економічне та політичне підґрунтя.
У цій боротьбі закон, нехай і несправедливий, був на стороні уніатів, чиї майнові права затверджувалися привілеями Сигізмунда ІІІ. Уніатські намісники й діяти намагалися законним шляхом, переважно судовими позовами проти церковних та міщанських громад, які відмовлялися переходити під руку унії. Проте цивілізовані методи уніатів наштовхнулися на стихійний опір православних народних мас, які спиралися на нелегітимну, зате реальну силу — козаків. Вони не дозволяли уніатам реалізувати свої права, а надто ревних поборників закону просто вбивали.

## Розгортання міжконфесійної боротьби
Київська митрополія вважалася уніатською, оскільки до унії приєднався сам митрополит Михайло Рогоза. Передбачалося, що підлеглі Рогозі київські священики також мають автоматично визнати унію, але цього не зробили ані головні монастирі Києва, ані більшість священиків, ані миряни на чолі з війтом Яцьком Баликою. Особливу упертість продемонстрував Печерський монастир та його ігумен Никифор Тур. Наступникові Рогози Іпатію Потію також не вдалося впоратися з печерськими ченцями; врешті король визнав свою поразку і у 1603 році вилучив Печерський монастир з-під уніатської юрисдикції, а його архімандритом затвердив Єлисея Плетенецького.
Це був значний успіх православних, які не втрачали надії на перемогу, попри те, що в руках уніатів перебували Софійський собор, кілька храмів Верхнього міста та Видубицький монастир. Архімандритом цього монастиря у 1610 році призначено уніатського намісника Антонія Грековича, на якого Потій покладав відповідальну місію — привести київське духовенство до послуху. Цієї мети Грекович не досяг, священики його не визнали, а козаки вчинили перший, поки попереджувальний, замах на його життя.
Зміна уніатського керівництва (новим митрополитом став Йосиф Велямин Рутський) ніяк не відбилася на розкладі сил. Черговим викликом уніатам стало оновлення у 1613 році Подільської Успенської церкви та перетворення її на соборну (невдовзі Сигізмунд ІІІ був змушений видати церкві охоронну грамоту від втручань уніатів). У той же час уніатам вдалося провести на посаду київського війта свого прихильника Федора Ходику-Кобизевича. Близько 1615 року свідомі противники унії об'єдналися у Київське братство, а через рік, у 1616 році, до нього разом із «усім військом Запорізьким» вступив гетьман Петро Сагайдачний і встановив над ним свою опіку. Самі ж уніати щоразу демонстрували свою неспроможність вдатися до продуманих та рішучих дій. Коли ж у 1618 році Грекович спробував силою підтвердити права уніатів на володіння Михайлівським Золотоверхим монастирем, козаки його одразу вбили, втопивши намісника у міській криниці. Така ж доля пізніше спіткала збирача митрополичих податків Оклинського.

### Відновлення православної ієрархії
У 1620 році єрусалимський патріарх Теофан, завдяки козакам та особисто гетьману Петру Сагайдачному, висвятив на митрополита Іова Борецького, тим самим відновивши у Києві православну ієрархію, яка з 1596 року вважалася неіснуючою. Так було встановлено рівновагу сил, але боротьба продовжувалася. У 1624 році міщани вчинили напад на Софійську слободу, пограбувавши при цьому двір Рутського. У січні наступного року у Дніпрі втопили війта Ходику-Кобизевича. Тоді ж було вбито уніатського священика Івана Юзефовича. Надмірна жорстокість була не до вподоби православним ієрархам, вони почали схилятися до компромісу з уніатами, але у цьому їх не підтримали «низи», які не хотіли слухати ніяких доказів на користь перемир'я. Козаки ж відверто шантажували Іова Борецького, погрожуючи розправою за м'яке ставлення до уніатів.
На той час перемога православних вже вимальовувалася цілком виразно: їй значною мірою сприяла діяльність Петра Могили. З 1626 року церкви, монастирі та їхні маєтки почали переходити до рук православних. Крапку у боротьбі поставила смерть Сигізмунда ІІІ. Новий король Владислав IV у 1633 році визнав законність православної церкви (див.: «Статті заспокоєння народу руського»), а Могилі, який став київським митрополитом, передав усі київські храми та обителі. Лише Видубицький монастир лишався у володінні Рутського до його смерті у 1637 році.

## Наслідки
Боротьба православних з уніатами у Києві, а також перемога перших у цій міській міжконфесійній війні наприкінці XVI — на початку XVII століття мала надзвичайно велике суспільно-політичне, моральне, духовне та ідеологічне значення та значною мірою визначило подальший хід історії України, а 40 років боротьби допомогли українському православ'ю пройти шлях внутрішнього очищення, та, зрештою, оновили православну церкву в Україні, поставивши її, нарівні з козацтвом, на чолі боротьби українського народу за незалежність.
Міжконфесійна війна у Києві повернула місту статус провідного українського міста, центру суспільно-політичного, інтелектуального, наукового, культурного та духовного життя України. Річ у тому, що після Берестейської унії західноукраїнські землі, будучи географічно близькими до Польщі, стали об'єктом особливо інтенсивного впливу католицтва. Десятирічна відсутність православних ієрархів сприяла розповсюдженню там Унії, бо нікому було поставляти нових священиків. Поступово від православ'я відійшла значна частина населення, змушеного миритися із таким станом речей. За цих обставин на Київщину та до Києва цілими потоками переселялися люди, які так і не зуміли прийняти унію. Сюди переносять свою діяльність із Галичини, Львова такі культурні, наукові сили як Єлисей Плетенецький, Захарія Копистенський, Памва Беринда, Лаврентій Зизаній, Йов Борецький та інші. Зрештою, відновлення православної ієрархії саме у Києві — стародавній столиці Руси-України — піднесло престиж міста як православної, духовної столиці. Київ знову стає колискою православ'я в Україні.
Відновлення православної ієрархії в Україні мало велике значення не лише для самої церкви, а й для козацтва, завдяки якому у великій мірі відбулася ця подія. Таким чином перемога православ'я у Києві кардинально змінила роль українського козацтва, різко піднявши його престиж. Нововисвячені владики у своєму Маніфесті від 28 квітня 1621 року назвали козаків спадкоємцями давнього князівського лицарства. У Маніфесті говорилося:
«Щодо козаків, то про цих лицарських людей ми знаємо, що вони рід наш, наші браття і правовірні християни. Це ж того покоління військо, що за Олега, монарха руського, по морю плавало і Константинополь штурмувало. Це їхні предки разом із Володимиром хрестились, віру християнську від Константинопольської Церкви прийняли і її обороняють».
З появою на Січі талановитих духовних провідників, козацтво міцніло духом, впроваджуючи в життя національно-духовні ідеї, які їм викладались духовними побратимами.

## Цікаві факти
- Події у Києві періоду боротьби православних з уніатами достатньо детально описані у дилогії української письменниці Зінаїди Тулуб «Людолови».